# Strandby-Elling-Nielstrup Idrætsforening
Strandby-Elling-Nielstrup Idrætsforening (SEIF) er en dansk idrætsforening beliggende i Strandby, Nielstrup og Elling i Frederikshavn Kommune.
Foreningen blev stiftet 1. oktober 1992 ved en sammenlægning af Strandby Idrætsforening, stiftet 1940, og Elling Idrætsforening, stiftet 26. august 1969. Den 1. januar 2010 blev naboklubben Nielstrup Boldklub og Ungdomsforening, stiftet 10. januar 1967, indlemmet i SEIF. I 2015 havde foreningen omkring 800 medlemmer.
SEIF har fodbold, håndbold, floorball, badminton, tennis, svømning og gymnastik på programmet. Håndboldafdelingen har opfostret flere elitespillere, og klubbens bedste hold har spillet i divisionerne.